# Actinote callianthe
Actinote callianthe är en fjärilsart som beskrevs av Felder 1862. Actinote callianthe ingår i släktet Actinote och familjen praktfjärilar. Inga underarter finns listade i Catalogue of Life.